# Justine Saint-Lô
Justine Saint-Lô, née le 7 juillet 1990 à Créances dans la Manche, est une illustratrice française de bande dessinée.

## Biographie
Justine Saint-Lô est originaire de la Manche. Elle est collégienne à Coutances, lycéenne à Granville. Elle poursuit ses études à Lyon. Son frère étant vigneron dans la Vienne, elle connaît parfaitement le milieu de la viticulture.
Avec Fleur Godart, elle rencontre des viticulteurs et viticultrices en vins naturels. Elles en dressent un portrait de vingt-cinq vignerons dans le tome 1 de Pur jus, bande dessinée publiée en 2016 chez Marabout. Dans ce volume, elles s'attachent à décrire le monde de la viticulture,,,.
En mars 2017, l'ouvrage est vendu à plus de 4 000 exemplaires.
Deux ans après, paraît le tome 2 : elles font le portrait de vignerons, parlent de la vinification des vins naturels,.
Leur démarche fait suite au vécu de l'auteur de bande dessinée Étienne Davodeau, qui a partagé la vie d'un viticulteur et a publié le roman graphique Les Ignorants en 2011, qui est le récit de son initiation au travail de la vigne et des échanges avec le viticulteur.
En 2020, les deux complices publient l'album Accouche, toujours chez Marabout, salué par des sites bédéphiles,. Ce roman graphique traite de l'accouchement, des différentes alternatives et des violences obstétricales,,. Suivant la même méthode que pour leurs documentaires précédents, les auteures ont rencontré de nombreuses femmes, des hommes et différents professionnels intervenant autour de l'accouchement (sage-femme, gynécologue obstétricien, infirmière, acupuncteur, etc.),.

## Publications
- Fleur Godart et Justine Saint-Lô, Pur jus, Cultivons l'avenir dans les vignes, Marabout, 2016, 224 p. (ISBN 978-2-501-13324-1).
- Fleur Godart et Justine Saint-Lô, Pur Jus vinification, Vive les vins libres !, Espagne, Marabout, 2018, 224 p. (ISBN 978-2-501-12243-6).
- Fleur Godart et Justine Saint-Lô, Accouche !, Marabout, 12 février 2020, 224 p. (ISBN 978-2-501-14921-1).